# Arctornis formosensis
Arctornis formosensis är en fjärilsart som beskrevs av Embrik Strand 1922. Arctornis formosensis ingår i släktet Arctornis och familjen tofsspinnare. Inga underarter finns listade i Catalogue of Life.